# Marcelino Bernal
Marcelino Bernal Pérez (ur. 27 maja 1962 roku w Tepic) – meksykański piłkarz występujący na pozycji pomocnika, obecnie trener.

## Kariera klubowa
Marcelino Bernal zawodową karierę rozpoczynał w 1983 roku w Cruz Azul. Miejsce w podstawowej jedenastce tego zespołu wywalczył sobie jednak dopiero w sezonie 1986/1987, kiedy to rozegrał 43 mecze. Łącznie w barwach Cruz Azul meksykański pomocnik wystąpił w 79 spotkaniach, po czym przeniósł się do CF Puebla. Tam od razu znalazł sobie miejsce w wyjściowym składzie. Razem z "Camoteros" Bernal w sezonie 1989/1990 zdobył mistrzostwo kraju. Dla CF Puebla przez cztery sezony rozegrał 148 pojedynków, w których 24 razy wpisał się na listę strzelców. Latem 1991 roku Bernal podpisał kontrakt z Deportivo Toluca. W ekipie "Diablos Rojos" Meksykanin początkowo pełnił rolę rezerwowego, jednak regularnie dostawał szanse gry. W pierwszej jedenastce grał tylko w sezonach 1993/1994, 1994/1995 oraz 1996/1997. Podczas pobytu w Deportivo Bernal rywalizował o miejsce w składzie z takimi zawodnikami jak Sigifredo Mercado, Enrique Alfaro, David Rangel czy Antonio Taboada. W zespole z Toluki wychowanek Cruz Azul spędził sześć sezonów, w trakcie których na boisku pojawił się 150 razy. W 1997 roku Bernal został zawodnikiem CF Monterrey, by w przerwie rozgrywek 1998/1999 trafić do CF Pachuca. Razem z drużyną "Tuzos" w 1999 roku wywalczył drugie w swojej karierze mistrzostwo Meksyku. Dla CF Pachuca Marcelino rozegrał 52 mecze, po czym przeszedł do UNAM Meksyk. Tam spędził dwa lata, po czym zdecydował się zakończyć karierę.

## Kariera reprezentacyjna
W reprezentacji Meksyku Bernal zadebiutował w 1988 roku za kadencji trenera Mario Velarde. W 1994 roku Miguel Mejía Barón powołał go na mistrzostwa świata. Na mundialu tym reprezentacja Meksyku zajęła pierwsze miejsce w swojej grupie, jednak w 1/8 finału przegrała po rzutach karnych z Bułgarią i odpadła z turnieju. Na amerykańskich boiskach Bernal wystąpił we wszystkich czterech spotkaniach, a w zremisowanym 1:1 pojedynku z Włochami strzelił bramkę. Podczas konkursu rzutów karnych w meczu z Bułgarią wychowanek Cruz Azul nie wykorzystał swojej jedenastki. Bernal znalazł się także w kadrze swojego kraju na kolejne mistrzostwa świata. We Francji podopieczni Manuela Lapuente swój udział w turnieju także zakończyli na 1/8 finału, w których zostali pokonani przez Niemiec. Meksykański piłkarz zagrał w dwóch spotkaniach - w pojedynku z Koreą Południową w 71 minucie zastąpił Alberto García Aspe, a w meczu przeciwko Niemcom w 45 minucie został zmieniony przez Salvadora Carmonę. Po mistrzostwach Bernal zakończył reprezentacyjną karierę. Łącznie dla drużyny narodowej rozegrał 65 spotkań, w których pięć razy wpisał się na listę strzelców.